# Bilan saison par saison des Lions de la Colombie-Britannique
Pour un article plus général, voir Lions de la Colombie-Britannique.
Les Lions de la Colombie-Britannique ont été fondés en 1954. Au terme de la saison 2024, ils ont disputé 70 saisons, remporté la première place de leur division treize fois, atteint la finale de la coupe Grey dix fois, et l'ont remportée à six reprises.
|                                  | Division       | M.J.           | Vic.           | Déf.           | Nuls           | P.P.           | P.C.           | Pts            | Pos.           | Éliminatoires |
| Lions de la Colombie-Britannique |                |                |                |                |                |                |                |                |                | |
| 1954                             | WIFU           | 16             | 1              | 15             | 0              | 100            | 345            | 2              | 5/5            | Non qualifiés |
| 1955                             | WIFU           | 16             | 5              | 11             | 0              | 211            | 330            | 10             | 4/5            | Non qualifiés |
| 1956                             | WIFU           | 16             | 6              | 10             | 0              | 251            | 361            | 12             | 4/5            | Non qualifiés |
| 1957                             | WIFU           | 16             | 4              | 11             | 1              | 284            | 369            | 9              | 4/5            | Non qualifiés |
| 1958                             | WIFU           | 16             | 3              | 13             | 0              | 202            | 399            | 6              | 5/5            | Non qualifiés |
| 1959                             | WIFU           | 16             | 9              | 7              | 0              | 306            | 301            | 18             | 3/5            | Demi-finale de la WIFU (2 parties au total des points): Edmonton 61, Colombie-Britannique 15 |
| 1960                             | WIFU           | 16             | 5              | 9              | 2              | 296            | 356            | 12             | 4/5            | Non qualifiés |
| 1961                             | Ouest          | 16             | 1              | 13             | 2              | 215            | 393            | 4              | 5/5            | Non qualifiés |
| 1962                             | Ouest          | 16             | 7              | 9              | 0              | 346            | 342            | 14             | 4/5            | Non qualifiés |
| 1963                             | Ouest          | 16             | 12             | 4              | 0              | 387            | 232            | 24             | 1/5            | Finale de la Conférence de l'Ouest (série au meilleur de 3 matchs): Colombie-Britannique 2, Saskatchewan 1 Coupe Grey: Hamilton 21, Colombie-Britannique 10                                     |
| 1964                             | Ouest          | 16             | 11             | 2              | 3              | 328            | 168            | 25             | 1/5            | Finale de la Conférence de l'Ouest (série au meilleur de 3 matchs): Colombie-Britannique 2, Calgary 1 Coupe Grey: Colombie-Britannique 34, Hamilton 24                                          |
| 1965                             | Ouest          | 16             | 6              | 9              | 1              | 286            | 273            | 13             | 4/5            | Non qualifiés |
| 1966                             | Ouest          | 16             | 5              | 11             | 0              | 254            | 269            | 10             | 5/5            | Non qualifiés |
| 1967                             | Ouest          | 16             | 3              | 12             | 1              | 239            | 319            | 7              | 5/5            | Non qualifiés |
| 1968                             | Ouest          | 16             | 4              | 11             | 1              | 217            | 318            | 9              | 4/5            | Non qualifiés |
| 1969                             | Ouest          | 16             | 5              | 11             | 0              | 235            | 335            | 10             | 3/5            | Demi-finale de la Conférence de l'Ouest : Calgary 35, Colombie-Britannique 21 |
| 1970                             | Ouest          | 16             | 6              | 10             | 0              | 295            | 384            | 12             | 4/5            | Non qualifiés |
| 1971                             | Ouest          | 16             | 6              | 9              | 1              | 282            | 363            | 13             | 4/5            | Non qualifiés |
| 1972                             | Ouest          | 16             | 5              | 11             | 0              | 254            | 380            | 10             | 5/5            | Non qualifiés |
| 1973                             | Ouest          | 16             | 5              | 9              | 2              | 261            | 328            | 12             | 3/5            | Demi-finale de la Conférence de l'Ouest : Saskatchewan 33, Colombie-Britannique 13 |
| 1974                             | Ouest          | 16             | 8              | 8              | 0              | 306            | 299            | 16             | 3/5            | Demi-finale de la Conférence de l'Ouest : Saskatchewan 24, Colombie-Britannique 14 |
| 1975                             | Ouest          | 16             | 6              | 10             | 0              | 276            | 331            | 12             | 5/5            | Non qualifiés |
| 1976                             | Ouest          | 16             | 5              | 9              | 2              | 308            | 336            | 12             | 4/5            | Non qualifiés |
| 1977                             | Ouest          | 16             | 10             | 6              | 0              | 369            | 326            | 20             | 2/5            | Demi-finale de la Conférence de l'Ouest : Colombie-Britannique 33, Winnipeg 32 Finale de la Conférence de l'Ouest : Edmonton 38, Colombie-Britannique 1                                         |
| 1978                             | Ouest          | 16             | 7              | 7              | 2              | 359            | 308            | 16             | 4/5            | Non qualifiés |
| 1979                             | Ouest          | 16             | 9              | 6              | 1              | 328            | 333            | 19             | 3/5            | Demi-finale de la Conférence de l'Ouest : Calgary 37, Colombie-Britannique 2 |
| 1980                             | Ouest          | 16             | 8              | 7              | 1              | 381            | 351            | 17             | 4/5            | Non qualifiés |
| 1981                             | Ouest          | 16             | 10             | 6              | 0              | 438            | 377            | 20             | 3/5            | Demi-finale de la Conférence de l'Ouest : Colombie-Britannique 15, Winnipeg 11 Finale de la Conférence de l'Ouest : Edmonton 22, Colombie-Britannique 16                                        |
| 1982                             | Ouest          | 16             | 9              | 7              | 0              | 449            | 390            | 18             | 4/5            | Non qualifiés |
| 1983                             | Ouest          | 16             | 11             | 5              | 0              | 477            | 326            | 22             | 1/5            | Finale de la Division ouest : Colombie-Britannique 39, Winnipeg 21 Coupe Grey: Toronto 18, Colombie-Britannique 17                                                                              |
| 1984                             | Ouest          | 16             | 12             | 3              | 1              | 445            | 281            | 25             | 1/5            | Finale de la Division ouest : Winnipeg 31, Colombie-Britannique 14 |
| 1985                             | Ouest          | 16             | 13             | 3              | 0              | 481            | 297            | 26             | 1/5            | Finale de la Division ouest : Colombie-Britannique 42, Winnipeg 22 Coupe Grey: Colombie-Britannique 37, Hamilton 24                                                                             |
| 1986                             | Ouest          | 18             | 12             | 6              | 0              | 441            | 410            | 24             | 2/5            | Demi-finale de la Division ouest : Colombie-Britannique 21, Winnipeg 14 Finale de la Division ouest : Edmonton 41, Colombie-Britannique 5                                                       |
| 1987                             | Ouest          | 18             | 12             | 6              | 0              | 502            | 370            | 24             | 1/4            | Finale de la Division ouest : Edmonton 31, Colombie-Britannique 7 |
| 1988                             | Ouest          | 18             | 10             | 8              | 0              | 489            | 417            | 20             | 3/4            | Demi-finale de la Division ouest : Colombie-Britannique 42, Saskatchewan 18 Finale de la Division ouest : Colombie-Britannique 37, Edmonton 19 Coupe Grey: Winnipeg 22, Colombie-Britannique 37 |
| 1989                             | Ouest          | 18             | 7              | 11             | 0              | 521            | 557            | 14             | 4/4            | Non qualifiés |
| 1990                             | Ouest          | 18             | 6              | 11             | 1              | 520            | 620            | 13             | 4/4            | Non qualifiés |
| 1991                             | Ouest          | 18             | 11             | 7              | 0              | 661            | 587            | 22             | 3/4            | Demi-finale de la Division ouest : Calgary 43, Colombie-Britannique 41 |
| 1992                             | Ouest          | 18             | 3              | 15             | 0              | 472            | 667            | 6              | 4/4            | Non qualifiés |
| 1993                             | Ouest          | 18             | 10             | 8              | 0              | 574            | 583            | 20             | 4/5            | Demi-finale de la Division ouest : Calgary 17, Colombie-Britannique 9 |
| 1994                             | Ouest          | 18             | 11             | 5              | 1              | 604            | 456            | 23             | 3/6            | Demi-finale de la Division ouest : Colombie-Britannique 24, Edmonton 23 Finale de la Division ouest : Colombie-Britannique 37, Calgary 36 Coupe Grey: Colombie-Britannique 26, Baltimore 23     |
| 1995                             | Nord           | 18             | 10             | 8              | 0              | 535            | 470            | 20             | 3/8            | Demi-finale de la Division nord : Edmonton 26, Colombie-Britannique 15 |
| 1996                             | Ouest          | 18             | 5              | 13             | 0              | 410            | 486            | 10             | 4/5            | Non qualifiés |
| 1997                             | Ouest          | 18             | 8              | 10             | 0              | 429            | 536            | 16             | 4/4            | Demi-finale de la Division est : Montréal 45, Colombie-Britannique 35 |
| 1998                             | Ouest          | 18             | 9              | 9              | 0              | 394            | 427            | 18             | 3/4            | Demi-finale de la Division ouest : Edmonton 40, Colombie-Britannique 33 |
| 1999                             | Ouest          | 18             | 13             | 5              | 0              | 429            | 373            | 26             | 1/4            | Finale de la Division ouest : Calgary 26, Colombie-Britannique 24 |
| 2000                             | Ouest          | 18             | 8              | 10             | 0              | 513            | 529            | 17             | 3/4            | Demi-finale de la Division ouest : Colombie-Britannique 34, Edmonton 32 Finale de la Division ouest : Colombie-Britannique 37, Calgary 23 Coupe Grey: Colombie-Britannique 28, Montréal 26      |
| 2001                             | Ouest          | 18             | 8              | 10             | 0              | 417            | 445            | 16             | 3/4            | Demi-finale de la Division ouest : Calgary 28, Colombie-Britannique 19 |
| 2002                             | Ouest          | 18             | 10             | 8              | 0              | 480            | 399            | 20             | 3/5            | Demi-finale de la Division ouest : Winnipeg 30, Colombie-Britannique 3 |
| 2003                             | Ouest          | 18             | 11             | 7              | 0              | 531            | 430            | 22             | 4/5            | Demi-finale de la Division est : Toronto 28, Colombie-Britannique 7 |
| 2004                             | Ouest          | 18             | 13             | 5              | 0              | 584            | 436            | 26             | 1/5            | Finale de la Division ouest : Saskatchewan 25, Colombie-Britannique 27 (Prol.) Coupe Grey: Toronto 27, Colombie-Britannique 19                                                                  |
| 2005                             | Ouest          | 18             | 12             | 6              | 0              | 550            | 444            | 24             | 1/5            | Finale de la Division ouest : Edmonton 28, Colombie-Britannique 23 |
| 2006                             | Ouest          | 18             | 13             | 5              | 0              | 555            | 355            | 26             | 1/4            | Finale de la Division ouest : Saskatchewan 18, Colombie-Britannique 45 Coupe Grey: Colombie-Britannique 25, Montréal 14                                                                         |
| 2007                             | Ouest          | 18             | 14             | 3              | 1              | 542            | 379            | 29             | 1/4            | Finale de la Division ouest : Saskatchewan 26, Colombie-Britannique 17 |
| 2008                             | Ouest          | 18             | 11             | 7              | 0              | 559            | 479            | 22             | 3/4            | Demi-finale de la Division ouest : Colombie-Britannique 33, Saskatchewan 12 Finale de la Division ouest : Colombie-Britannique 18, Calgary 22                                                   |
| 2009                             | Ouest          | 18             | 8              | 10             | 0              | 431            | 502            | 16             | 4/4            | Demi-finale de la Division est : Colombie-Britannique 18, Montréal 56 |
| 2010                             | Ouest          | 18             | 8              | 10             | 0              | 466            | 466            | 16             | 3/4            | Demi-finale de la Division ouest : Colombie-Britannique 38, Saskatchewan 41 (Prol.) |
| 2011                             | Ouest          | 18             | 11             | 7              | 0              | 511            | 385            | 22             | 1/4            | Finale de la Division ouest : Edmonton 23, Colombie-Britannique 40 Coupe Grey: Colombie-Britannique 34, Winnipeg 23                                                                             |
| 2012                             | Ouest          | 18             | 13             | 5              | 0              | 479            | 354            | 26             | 1/4            | Finale de la Division ouest : Calgary 34, Colombie-Britannique 29 |
| 2013                             | Ouest          | 18             | 11             | 7              | 0              | 504            | 461            | 22             | 3/4            | Demi-finale de la Division ouest : Colombie-Britannique 25, Saskatchewan 29 |
| 2014                             | Ouest          | 18             | 9              | 9              | 0              | 380            | 365            | 18             | 4/5            | Demi-finale de la Division est : Colombie-Britannique 17, Montréal 56 |
| 2015                             | Ouest          | 18             | 7              | 11             | 0              | 437            | 486            | 14             | 3/5            | Demi-finale de la Division ouest : Colombie-Britannique 9, Calgary 35 |
| 2016                             | Ouest          | 18             | 12             | 6              | 0              | 545            | 454            | 24             | 2/5            | Demi-finale de la Division ouest : Winnipeg 31, Colombie-Britannique 32 Finale de la Division ouest : Colombie-Britannique 15, Calgary 42                                                       |
| 2017                             | Ouest          | 18             | 7              | 11             | 0              | 469            | 501            | 14             | 5/5            | Non qualifiés |
| 2018                             | Ouest          | 18             | 9              | 9              | 0              | 423            | 473            | 18             | 4/5            | Demi-finale de la Division est : Colombie-Britannique 8, Hamilton 48 |
| 2019                             | Ouest          | 18             | 5              | 13             | 0              | 411            | 452            | 10             | 5/5            | Non qualifiés |
| 2020                             | Saison annulée | Saison annulée | Saison annulée | Saison annulée | Saison annulée | Saison annulée | Saison annulée | Saison annulée | Saison annulée | Saison annulée |
| 2021                             | Ouest          | 14             | 5              | 9              | 0              | 312            | 351            | 10             | 4/5            | Non qualifiés |
| 2022                             | Ouest          | 18             | 12             | 6              | 0              | 525            | 405            | 24             | 2/5            | Demi-finale de la Division ouest : Colombie-Britannique 30, Calgary 16 Finale de la Division ouest : Winnipeg 28, Colombie-Britannique 20                                                       |
| 2023                             | Ouest          | 18             | 12             | 6              | 0              | 495            | 439            | 24             | 2/5            | Demi-finale de la Division ouest : Colombie-Britannique 41, Calgary 30 Finale de la Division ouest : Winnipeg 24, Colombie-Britannique 13                                                       |
| 2024                             | Ouest          | 18             | 9              | 9              | 0              | 448            | 439            | 18             | 3/5            | Demi-finale de la Division ouest : Saskatchewan 28, Colombie-Britannique 19 |